# 库诺斯季农村居民点
库诺斯季农村居民点（俄语：Куностьское сельское поселение）是俄罗斯联邦沃洛格达州别洛泽尔斯克区所属的一个农村居民点。其下辖有4个居民点，行政中心为下蒙多马。据2015年统计，该农村居民点的人口为1154人。